# Festuca macutrensis
Festuca macutrensis là một loài thực vật có hoa trong họ Hòa thảo. Loài này được Zapal. mô tả khoa học đầu tiên.